# Агама земляна
Агама земляна (Agama aculeata) — вид ящірок з родини агамових.

## Підвиди та їх синоніми
- Agama hispida aculeata 1958
- Agama aculeata aculeata 1987
- Agama aculeata distanti 1902
- Agama hispida distanti 1902
- Agama aculeata distanti 1992

| Жаба | Це незавершена стаття з герпетології. Ви можете допомогти проєкту, виправивши або дописавши її. |